# العملة التركية وأزمة الديون (2018 – الآن)
العملة التركية وأزمة الديون 2018 هي أزمة مالية عصفت بتركيا ولا زالت مستمرة حتى يومنا هذا؛ وذلك بسبب التداعيات الدولية التي لحقت ومسَّت البلد عقب «انهيار» عملته ووصولها لمراحل متدنية للغاية لم يسبق وأن وصلت لها.
تميَّزت هذه الأزمة التي ضربت عمود اقتصاد تركيا بإغراق قيمة الليرة التركية مقابل باقي العملات على رأسها اليورو والدولار كما تميزت الأزمة بارتفاع التضخم وارتفاع تكاليف الاقتراض مقابل التخلف عن سداد القروض. بشكل عام؛ هناك مجموعة من الأسباب التي تعاقبت على تركيا والتي جعلتها تدخل في هذه الأزمة من بينها الإفراط في الحساب الجاري والتعثر في سداد الديون بالعملات الأجنبية، وترافق ذلك مع سياسة الرئيس رجب طيب أردوغان وأفكاره غير التقليدية حول سياسة أسعار الفائدة.

## العجز في الحساب الجاري والديون بالعملة الأجنبية

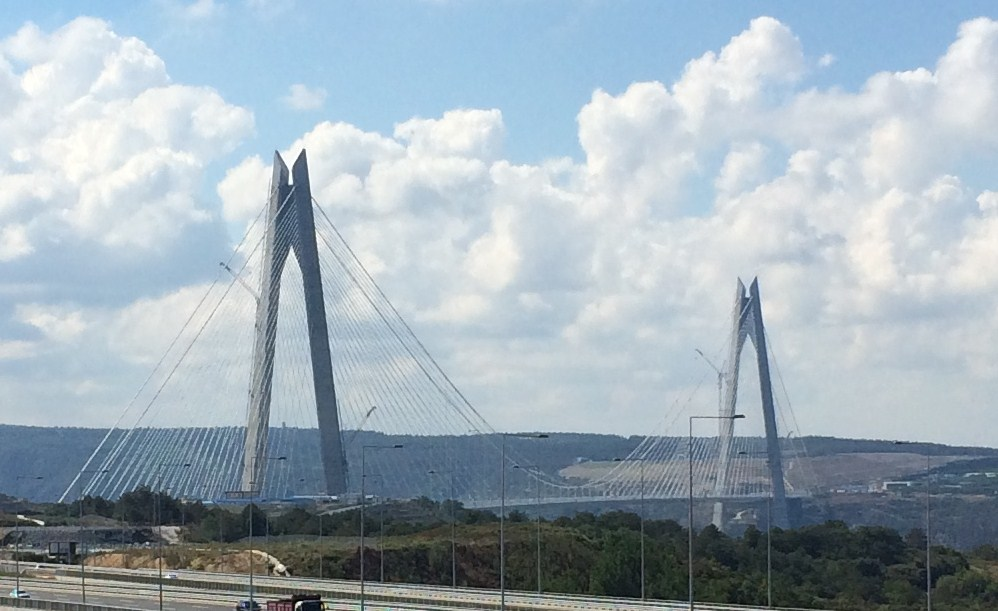
قاد النمو الاقتصادي السابق التحفيز المالي والنقدي لصناعة البناء، أدى إلى كساد كبير في بيع المنازل الجديدة، ومشروعات كبرى غير مربحة مثل جسر السلطان سليم الأول.

عرف اقتصاد تركيا تحسنا كبيرا وملحوظا منذ بداية الألفية الثانية؛ لكن المشكل الوحيد الذي كان يقف كعقبة في طريق النمو هو انخفاض معدل الادخار. في ظل حكومة رجب طيب أردوغان، ارتفع معدل التضخم في تركيا كما تنامى الحساب الجاري ليصل العجز في البلد إلى 7.1 مليار دولار بحلول كانون الثاني/يناير 2018، وفي ظرف 12 شهرا فقط ارتفع العجز بشكل كبير للغاية ثم استقر على 51.6 مليار دولار، لتكون بذلك تركيا واحدة من أكبر الدول عجزا في الحساب الجاري في العالم.
يعتمد الاقتصاد التركي بشكل كبير على تدفقات رأس المال كما يعتمد على تمويل القطاع الخاص، وتربح تركيا أموالا طائلة من خلال إقراض باقي البنوك والشركات الكبرى.
في الفترة التي سبقت الأزمة، انخفضت بالفعل تدفقات الاستثمار بسبب تشاجر أردوغان مع باقي البلدان التي كانت بمثابة مصدر رئيسي للتدفقات المالية (مثل ألمانيا، فرنسا، هولندا)، وفي وسط مخاوف بشأن سيادة القانون في تركيا بعد محاولة الانقلاب الفاشلة والتي دفعت الحكومة إلى الاستيلاء على أصول مجموعة من الأشخاص والشركات بدعوى الارتباط بالانقلاب أو تدبيره. كما كانت هناك مخاوف لدى المسثتمرين الأجانب بخصوص انخفاض قيمة الليرة مما يجعل هامش الربح ضئيلا للغاية بل يكاد ينعدم في بعض الأحيان ثم يتحول في أحيان أخرى كخسارة للمسثتمرين الغربيين. انخفضت أيضا تدفقات الاستثمار بسبب قمع حكومة أردوغان للحريات وممارسة سياسة الاستبداد واستبعاد كل المعارضين مع تقوية المؤيدين.
بحلول نهاية عام 2017، بلغت ديون الشركات التركية بالعملة الأجنبية أكثر من الضعف منذ عام 2009 حيث وصلت إلى حوالي 214 مليار دولار، أما إجمالي الدين الخارجي التركي العام والخاص فقد بلغ 453.2 مليار دولار في نهاية عام 2017. في آذار/مارس من عام 2018، كان من المقرر أن يتم سداد 181.8 مليار دولار من الديون الخارجية العامة والخاصة في غضون عام لكن هذا بات مستبعدا للغاية بسبب الأزمة المالية وانخفاض قيمة العملة. هذا وتجدر الإشارة إلى أن الأسهم المحلية التي يمتلكها غير المقيمين في تركيا بلغت 53.3 مليار دولار في أوائل آذار/مارس بعدما كانت 39.6 مليار دولار في منتصف مايو، ونفس الأمر حصل بالنسبة للسندات الحكومية المحلية التي بلغت 32.0 مليار دولار في أوائل آذار/مارس وانخفضت إلى 24.7 مليار دولار في منتصف مايو. انخفضت ملكية غير المقيمين بشكل عام للأسهم التركية والسندات الحكومية وديون الشركات من مستوى مرتفع بلغ 92 مليار دولار في أغسطس 2017 إلى 53 مليار دولار فقط في 13 يوليو 2018.

## تأثير البنك المركزي التركي
| السنة | سعر الصرف |
| ----- | --------- |
| 2005  | 1٫344     |
| 2006  | 1٫428     |
| 2007  | 1٫303     |
| 2008  | 1٫302     |
| 2009  | 1٫550     |
| 2010  | 1٫503     |
| 2011  | 1٫675     |
| 2012  | 1٫796     |
| 2013  | 1٫904     |
| 2014  | 2٫189     |
| 2015  | 2٫720     |
| 2016  | 3٫020     |
| 2017  | 3٫648     |
| 2018  | 7٫019     |

الليرة التركية لديها تاريخ طويل في تسريع فقدان القيمة نسبة إلى اليورو، ومن الملاحظ ذلك في أوائل عام 2018

في عام 2018، تدهور سعر صرف الليرة التركية ليصل إلى أدنى مستوياته حيث صار الدولار الواحد يُقابل 4 ليرات تركية ونصف تقريبا؛ ثم صار قبل منتصف مايو 4.9. جذير بالذكر هنا أن فقدان قيمة العملية يُنسب للرئيس التركي رجب طيب أردوغان الذي أصدر تعليمات بمنع البنك المركزي لجمهورية تركيا من تعديل أسعار الفائدة. وكان أردوغان قد أكد على أن أسعار الفائدة خارجة عن إرادته؛ وفسَّر كيف أنه يُحاول حماية كل «أم وأب من كل شر» حيث قال: «البنك المركزي لا يمكن أن يكون مستقلا...»
خلال حملة الانتخابات العامة التركية؛ انتشرت بعض من نظريات المؤامرة التي شجعتها فكرة معاداة السامية، حيث ادعى الكثير _من بينهم محللون كبار_ أن تراجع قيمة الليرة التركية راجع بالأساس إلى مجموعة غامضة ومجهولة تتكون من أميركيين، بريطانيين، هولنديين وبعض العائلات اليهودية الثرية التي تُحاول حرمان الرئيس الحالي أردوغان من الحصول على الدعم والتأييد في الانتخابات المقبلة. ووفقا لاستطلاع للرأي أُجري في نيسان/أبريل من عام 2018 فإن 42% من الأتراك و59% من منتخبي حزب العدالة والتنمية يرون أن تراجع العملة التركية سببه مؤامرة كبرى نفذتها وخططت لها قوى أجنبية.
وصف الخبير الاقتصادي بول كروغمان الأزمة بأنها «كلاسيكية» وأن مثل هذا النوع من الأزمات كان قد مرَّ عدة مرات بمجموعة من البلدان، مضيفا: «في مثل هذا الوقت، تلعب نوعية القيادة دورا كبيرا... تحتاج مسؤولين يفهمون ما يحدث وبهذا يمكن أن تضع ردا وأن يكون لديك ما يكفي من المصداقية حتى تُقنع الأسواق بالفائدة التي ستمنحهم إياها. بعض الأسواق الناشئة ستُساعد أيضا في التخلص من الأزمة... نظام أردوغان ليس لديه شيء من ذلك.»

## العواقب في تركيا
خلال ظهور الأزمة تضرر المقرضون في تركيا من خلال إعادة هيكلة طلبات الشركات غير القادرة على خدمة ديونها بالدولار الأمريكي أو باليورو بسبب فقدان قيمة أرباحها بالليرة التركية. في حين كانت المؤسسات المالية هي المحرك لسوق بورصة إسطنبول لسنوات عديدة حيث بلغت نصف قيمتها تقريبا فإن متوسط دخلها في منتصف أبريل كان أقل من الثلث. بحلول أواخر مايو كان المقرضون يواجهون زيادة في الطلب من الشركات التي تسعى إلى إعادة تنظيم تسديد الديون. بحلول أوائل يوليو بلغ إجمالي طلبات إعادة الهيكلة العامة من قبل بعض أكبر الشركات في البلاد وحدها 20,000,000,000 دولار مع المدينين الآخرين غير المدرجة بشكل علني أو كبير بما فيه الكفاية لطلب الإفصاح. ظلت جودة الأصول في البنوك التركية فضلاً عن نسبة كفاية رأس المال تتدهور طوال الأزمة. بحلول يونيو خسر بنك خلق الأكثر ضعفا من المقرضين الكبار 63% من قيمته بالدولار الأمريكي منذ الصيف الماضي وتم تداولها بنسبة 40% من القيمة الدفترية.
رفعت البنوك باستمرار أسعار الفائدة لقروض الأعمال والمستهلكين وأسعار قروض الرهن العقاري نحو 20% سنويا وبالتالي الحد من الطلب من الشركات والمستهلكين. ومع النمو المطابق في الودائع بدأت الفجوة بين إجمالي الودائع وإجمالي القروض والتي كانت واحدة من أعلى المعدلات في الأسواق الناشئة تضيق. ومع ذلك فقد أدى هذا التطور أيضًا إلى الإسكان أو العقارات التجارية التي لم تكتمل أو غير المأهولة التي تغطي ضواحي المدن الكبرى في تركيا حيث غذت سياسات أردوغان قطاع الإنشاءات حيث يعمل العديد من حلفائه في مجال الأعمال بنشاط كبير لقيادة النمو الاقتصادي في الماضي. في مارس 2018 تراجعت مبيعات المنازل بنسبة 14% وتراجعت مبيعات الرهن بنسبة 35% مقارنة بالعام الذي سبقه. وحتى شهر مايو كان في تركيا حوالي 2,000,000 منزل غير مباع وبلغ حجم الأعمال المتراكمة ثلاثة أضعاف حجم المتوسط السنوي لعدد مبيعات المساكن الجديدة. في النصف الأول من عام 2018 ظل المخزون غير المباع من المساكن الجديدة في ازدياد في حين أن الزيادات في أسعار المساكن الجديدة في تركيا كانت متخلفة عن تضخم أسعار المستهلكين بأكثر من 10 نقاط مئوية.
في الوقت الذي بدأ فيه عجز الحساب الجاري في التضييق في يونيو بسبب تدهور سعر صرف الليرة استمرت تدفقات رأس المال إلى الخارج 883,000,000 دولار في يونيو مع انخفاض احتياطي النقد الأجنبي الرسمي بمقدار 6,990,000,000 دولار خلال يونيو.
نتيجة للسياسة النقدية السابقة المتمثلة في المال السهل يستند أي استقرار اقتصادي كلي قصير الأجل هش على أسعار الفائدة المرتفعة مما يخلق أثرا انكماشيا للاقتصاد التركي. في منتصف يونيو نشرت صحيفة واشنطن بوست مقالة من شخصية مالية رفيعة في إسطنبول تقول أن «سنوات من السياسات غير المسؤولة قد أفرطت في الاقتصاد التركي. معدلات التضخم المرتفعة والعجز في الحساب الجاري ستثبت لزجها. أعتقد أننا في النهاية حبلنا (حبل المشنقة)».

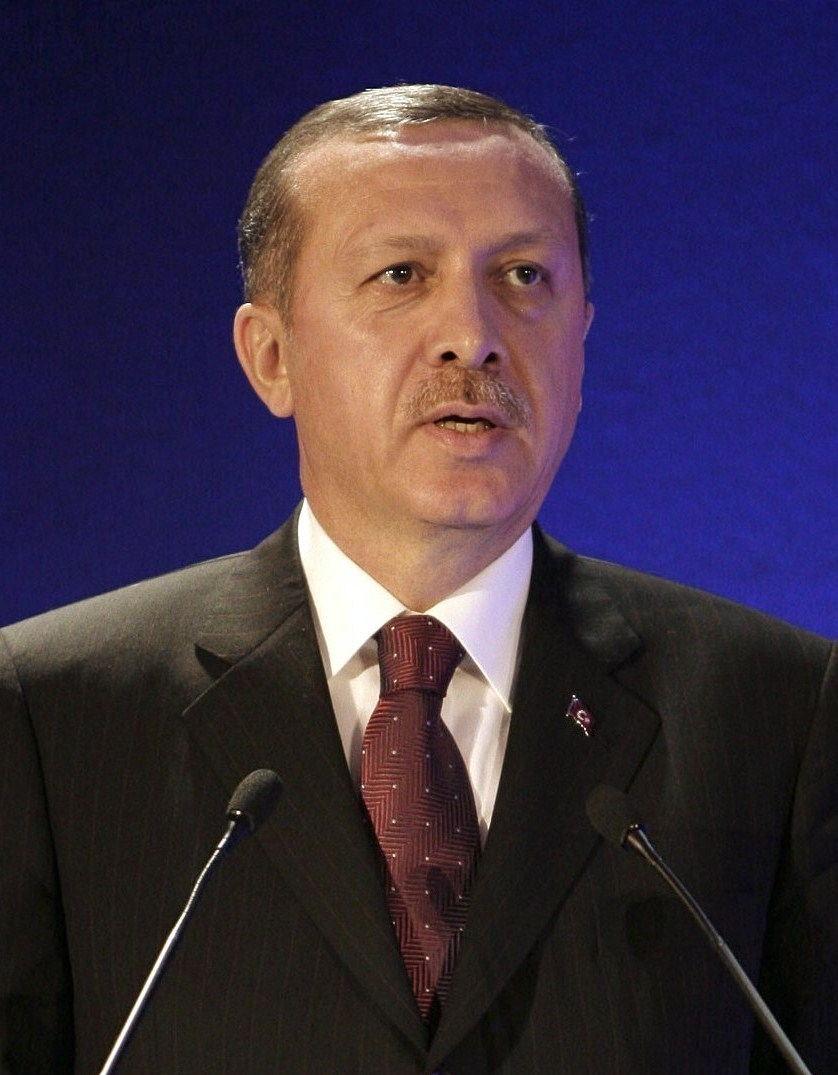
أفكار رجب طيب أردوغان غير التقليدية حول أسعار الفائدة تُعتبر من أهم أسباب هذه الأزمة.

### الجدول الزمني
- في 12 شباط/فبراير طلبت شركة يلدز القابضة بشكل غير متوقع قرضا يصل إلى 7 مليارات دولار من أجل إعادة الهيكلة.[34]
- في 21 شباط/فبراير نشر جميل إرتيم أحد كبار المستشارين الاقتصاديين للرئيس رجب طيب أردوغان مقال رأي في يومية الصباح ذكر فيه أنه ينبغي تجاهل المشورة مع صندوق النقد الدولي بخصوص رفع أسعار الفائدة قصيرة الأجل؛ وختم المقال بالقول: «ليس [يقصد تجاهل المشورة] فقط في تركيا بل في جميع البلدان النامية، ينبغي أن تفعل عكس ما يُمليها ويعظها به صندوق النقد الدولي.»[35]
- في 5 نيسان/أبريل، قدم محمد شيمشك نائب رئيس الوزراء المسؤول عن الاقتصاد استقالته بسبب خلافه مع الرئيس أردوغان حول تدخلات هذا الأخير في سياسة البنك المركزي، ولكنه تراجع في وقت لاحق عن قرارا تقديم الاستقالة وعاد للعمل مجددا.[36]
- في 7 نيسان/أبريل، دار نقاش طويل حول القروض البنكية للشركات التي قامت بإعادة هيكلة نفسها؛ وخلص النقاش إلى أن القروض غير المسددة بلغت ما يعادل 23.5 مليار ليرة تركية (5.81 مليار دولار) في نهاية عام 2017، بزيادة 11% عن العام السابق.[37]
- في 18 نيسان/أبريل أعلن الرئيس أردوغان أن الانتخابات العامة المقبلة ستجري في وقت مبكر وبالتحديد يوم 24 يونيو/حزيران.
- في 14 و15 مايو وفي اجتماع مع مديري الأموال في لندن أُذيع كمقابلة تلفزيونيه على بلومبيرغ نيوز، ذكر السيد رجب طيب أردوغان أنه يعتزم اتخاذ مزيد من الخطوات التي تهدف إلى السيطرة على الاقتصاد بما في ذلك السيطرة الفعلية على السياسة النقدية بعد الانتخابات وتنفيذ سياسة انخفاض أسعار الفائدة، مما سبَّب «صدمة وكفر» بين المستثمرين حول قدرة البنك المركزي في محاربة التضخم وتحقيق استقرار الليرة.[38]
- في 23 أيار/مايو توقفت مكاتب الصرافة في إسطنبول مؤقتا؛ كما توقف التداول المالي لمدة معينة وذلك بعدما غاص البنك في مشاكل سعر الليرة.[39]
- في 23 أيار/مايو ذكر معهد الإحصاء التركي أن ثقة المستهلك انخفضت بشكل كبير خلال شهر مايو وأن جميع المؤشرات الفرعية في تناقص.
- في 25 أيار/مايو أُعلن عن انخفاض حاد في خدمات تجارة التجزئة وقطاعات البناء الذي تُقدمه تركيا خلال شهر أيار/مايو.[40]
- في 23 أيار/مايو رفع البنك المركزي التركي أسعار الفائدة في اجتماع طارئ للجنة السياسة النقدية التي رضخت لضغوط الأسواق المالية. كما رفع البنك المركزي في وقت متأخر السيولة النافذة بمعدل 300 نقطة ليصل إلى 16.5%.[41][42]
- في 26 أيار/مايو هدد أردوغان في تجمع انتخابي «القطاع المالي» بعقوبات غير محددة إذا لم يتم إنقاذ الليرة وناشد أنصاره إلى تحويل كل ما يملكونه من العملة الأجنبية إلى الليرة التركية.[43]
- 28 مايو - أعلن البنك المركزي التركي عن تبسيط العمليات لسياسته النقدية اعتبارًا من 1 يونيو مع الإعلان عن رفع سعر الفائدة. وسيتم رفع سعر الفائدة على إعادة الشراء لمدة أسبوع واحد عند 8 في المائة - غير مستخدم حالياً - إلى 16.5 في المائة ليصبح المعيار المستقبلي للسياسة النقدية. وسيتم تحديد سعر الفائدة الحالي للسعر المتأخر للسيولة والذي يبلغ الآن 16.5 في المائة عند 150 نقطة أساس فوق معدل إعادة الشراء الذي يستغرق أسبوعاً واحداً والذي سيكون الآن 18 في المائة. الليرة ثبتت بعض الشيء ردا على ذلك.[44][45]
- 30 مايو - أفاد معهد الإحصاء التركي أن الثقة الاقتصادية انحدرت بشدة في مايو إلى قيمة 93.5 وهو أدنى مستوى في 15 شهرًا منذ أعقاب محاولة الانقلاب في عام 2016.[46]
- 30 مايو - سعت جاما القابضة لتخفيف شروط السداد للحصول على قروض بقيمة 1.5 مليار دولار مع الدائنين.[47]
- 30 مايو - أصدر البنك المركزي التركي محضر اجتماع لجنة السياسة النقدية الحاسمة في 23 مايو قائلاً أن «الموقف الصارم في السياسة النقدية سيتم الحفاظ عليه بشكل حاسم إلى أن تظهر توقعات التضخم تحسناً كبيراً وتتسق مع الأهداف» 5 في المئة بموجب القانون.[48]

للليرة التركية تاريخ حافل في خسارة القيمة المتسارعة بالنسبة لليورو مخترقة علامة خمس ليرات لكل يورو في أوائل عام 2018.

- 1 يونيو - نشرت غرفة صناعة إسطنبول مؤشرها للتصنيع في تركيا لشهر مايو وكشفت أنه مع انخفاض حاد للشهر الثاني على التوالي تدهورت ظروف التصنيع إلى الأسوأ منذ عام 2009 مشيرة إلى أن «الضغوط التضخمية ظلت ملحوظة في مايو واستمرت أعباء التكلفة في الارتفاع في قطاع الصناعات التحويلية».[49]
- 4 يونيو - أفاد معهد الإحصاءات التركي عن ارتفاع معدل التضخم السنوي لشهر مايو إلى 12.2 في المئة من 10.9 في المئة في الشهر السابق أقل بقليل من أعلى مستوى في 14 عاما في نوفمبر الماضي في حين أن التضخم الشهري كان 1.6 في المئة.[50][51]
- 6 يونيو - في بورصة إسطنبول انخفض مؤشر الأسهم الرئيسي BIST-100 في تركيا بنسبة 1.5 في المائة ليصل إلى أدنى مستوى له على أساس الدولار منذ الأزمة المالية العالمية في عام 2008.[52]
- 7 يونيو - البنك المركزي التركي في اجتماع لجنة السياسة النقدية العادية رفع سعر معدل إعادة الشراء القياسي 125 نقطة أساس إلى 17.75 في المئة. وتجاوزت هذه الخطوة توقعات السوق مما أدى إلى تحقيق ارتفاعات فورية للليرة وتراجع العائد على السندات المرجعية للسندات لأجل 10 سنوات بعد أن سجل ارتفاعًا قياسيًا بلغ 15.41% في 6 يونيو.[53]
- 10 يونيو - نشرت جمعية مصنعي السيارات في تركيا بيانات لشهر مايو حيث أظهرت مبيعات السيارات انزلاقها إلى أدنى مستوى لها منذ عام 2014. تراجعت مبيعات سيارات الركاب بنسبة 13% مقارنة مع مايو 2017 في حين انخفضت مبيعات السيارات التجارية بنسبة 19٪.[54]
- 11 يونيو - أصدر البنك المركزي التركي بيانات مالية لشهر أبريل مع اتساع العجز في الحساب الجاري من 1.7 مليار دولار إلى 5.4 مليار دولار والعجز المتواصل لمدة 12 شهرا إلى 57 مليار دولار (6.5 بالمائة من الناتج المحلي الإجمالي) حيث استمرت الواردات في التفوق على الصادرات. تراجعت تدفقات الحافظة إلى 502 مليون دولار في أبريل وانخفضت إلى 1.8 مليار دولار للأربعة أشهر الأولى من السنة من 5.7 مليار دولار في العام السابق.[55]
- 13 يونيو - قال كبير المستشارين الاقتصاديين للرئيس التركي رجب طيب أردوغان جميل إرتم في مقالة رأي في صحيفة «صباح» اليومية أن الفكرة غير التقليدية هي أنه من الخطأ اعتبار التضخم ظاهرة نقدية[56] مما يؤدي إلى انخفاض حاد في القيمة والليرة والسندات التركية القياسية لمدة 10 سنوات مع العائد على هذا الأخير بلغ رقما قياسيا من 16.25 في المئة.[57][58]
- 14 يونيو - قال الرئيس التركي رجب طيب أردوغان في مقابلة تلفزيونية أن حكومته ستجري عملية ضد وكالة التصنيف الائتماني الدولية «موديز إنفسترز سيرفيس» في أعقاب الانتخابات في 24 يونيو.[59][60] في اليوم التالي أنهت الليرة أسبوعها الأسوأ منذ عام 2008 حيث انخفضت بنسبة 5.7 في المائة مقارنة بالدولار في حين وصلت إلى أسوأ إغلاق لها في نهاية الأسبوع عند 4.73 دولار أمريكي / ليرة تركية.[61]
- 24 يونيو - في الانتخابات العامة التركية احتفظ أردوغان برئاسة الجمهورية في حين خسر حزب العدالة والتنمية أغلبيته في البرلمان لكنه حقق هذه الأغلبية مع شريكه في التحالف حزب الحركة القومية. في اليوم التالي دعت جمعية الصناعة والأعمال التركية على وجه السرعة إلى إجراء إصلاحات اقتصادية.[62]
- 28 يونيو - أفاد معهد الإحصاء التركي عن تراجع مؤشر الثقة الاقتصادية في يونيو للشهر الخامس على التوالي مع انخفاض ثقة قطاع البناء.[63]

التخلف عن سداد ديون شركة الإتصالات التركية كان أكبر ديون تركيا على الإطلاق.

- 3 يوليو - أفاد معهد الإحصاء التركي أن معدل التضخم السنوي في تركيا ارتفع إلى 15.4 في المئة في يونيو وهو أعلى مستوى منذ عام 2003. وارتفع تضخم أسعار المستهلكين 2.6 في المئة على أساس شهري في يونيو وهو ما يتجاوز الزيادات السنوية في الأسعار في العديد من الاقتصادات المتقدمة. بلغ معدل التضخم السنوي في تركيا الآن أربعة أضعاف المتوسط في الأسواق الناشئة. تسارعت زيادات أسعار المنتجين إلى 23.7 في المئة من 20.2 في المئة في الشهر السابق.[64] في نفس اليوم قالت رابطة موزعي السيارات أن مبيعات السيارات التجارية انخفضت بنسبة 44% في يونيو من يونيو 2017 في حين انخفضت مبيعات السيارات بنسبة 38٪.[65]
- 5 يوليو - أفادت بلومبرغ أن البنوك التركية والدولية كانت تسيطر على شركة الإتصالات التركية أكبر شركة للهاتف في تركيا وذلك بسبب مليارات الدولارات من الديون غير المدفوعة. أنشأ الدائنون وسيلة لأغراض خاصة للحصول على الشركة وهم يحاولون حل أكبر مشكلة تقصير في الديون في تركيا.[66] في نفس اليوم تم الإبلاغ عن مجموعة بركة للطاقة للبحث عن مشترين لمحطتين لتوليد الطاقة أثناء التفاوض مع البنوك لإعادة تمويل ديون بقيمة 4 مليارات دولار.
- 9 يوليو - عين أردوغان صهره بيرات البيرق كرئيس اقتصادي لإدارته الجديدة مكلفا بوزارة جديدة للخزانة والتمويل. كما عين أردوغان مصطفى فارانك وهو مستشار مقرب أشرف على فريق الإعلام الاجتماعي الموالي للحكومة على تويتر وغيرها إلى وزير الصناعة والمحفظة الاقتصادية الرئيسية الأخرى. وقد أثار هذا الإعلان قلق المستثمرين حول كفاءة ووضعية صناعة السياسة الاقتصادية حيث خسرت الليرة التركية 3,8% من قيمتها خلال ساعة واحدة بعد تعيين البيرق.[67] وفي نفس اليوم خصص أردوغان لنفسه بموجب مرسوم رئاسي الحق في تعيين محافظ البنك المركزي ونوابه وأعضاء لجنة السياسة النقدية لمدة أربع سنوات وبذلك يكمل تسييس المصرف المركزي المستقل الذي كان محترما في يوم من الأيام.
- 11 يوليو - انخفضت الليرة بنسبة 2.5% إلى 4.82 مقابل الدولار وهو أدنى مستوى لها منذ انخفاضها إلى أدنى مستوى لها على الإطلاق عند 4.92 مقابل العملة الأمريكية في مايو. وانخفض سوق الأسهم في إسطنبول 5.2 في المئة إلى 91.290 نقطة. ارتفعت عائدات الديون الحكومية.[68] في اليوم التالي بلغت الليرة أدنى مستوى لها على الإطلاق عند 4.98 ليرة مقابل الدولار الأمريكي.[69] بعد يومين سجلت الليرة أكبر انخفاض أسبوعي لها منذ ما يقرب من عقد من الزمان. وهبط مؤشر بورصة إسطنبول 100 القياسي بأكبر عدد منذ حدوث الانقلاب الفاشل في عام 2016 حيث أدت عمليات البيع إلى سحب تقديرات الأرباح إلى السعر المقدر إلى أدنى مستوى لها في أكثر من تسع سنوات. ارتفع العائد على السندات الحكومية لمدة 10 سنوات ما يقرب من 100 نقطة أساس هذا الأسبوع.[70]
- 19 يوليو - شركة شيلمر شيليك للصناعات وهي شركة تركية رائدة في إنتاج الصلب تعمل أيضاً في قطاع السيارات والزراعة والسلع البيضاء وإنتاج الآلات وصناعة الدفاع سعت إلى الحماية من الإفلاس من المحاكم بعد أن فشلت في سداد ديونها.[71]
- 20 يوليو - تقدمت شركة أوزنسان تاهوت وهي شركة تشييد تركية كبيرة قامت بعقود بناء لسلطة الإسكان الحكومية ووزارة العدل ووزارة الصحة ومختلف البلديات بطلب حماية من الإفلاس.[72]
- 24 يوليو - ترك البنك المركزي التركي في اجتماع للجنة السياسة النقدية بشكل غير متوقع سعر الفائدة القياسي لإقراضه دون تغيير عند 17.75 في المائة على الرغم من الارتفاع الأخير في التضخم مما أدى إلى عمليات بيع بالليرة بالإضافة إلى الدولار التركي. سندات حكومية مقررة في سوق الأسهم التركية.[73][74][75] على حد تعبير براد بكتل الرئيس العالمي للنقد الأجنبي في بنك جيفريز الاستثماري الأمريكي فإن قرار البنك المركزي بتعليق الأسعار ترك تركيا على أنها «منبوذة الأسواق الناشئة».
- 31 يوليو - أقر البنك المركزي التركي بأنه لن يحقق هدف التضخم المستهدف بنسبة 5 في المائة لثلاث سنوات أخرى مما يخيب آمال المستثمرين الذين يبحثون عن مؤشرات على تشديد السياسة النقدية. على الرغم من تعهد المحافظ مراد شتينكايا بزيادة تكاليف الاقتراض عند الحاجة فقد توقع نسبة تضخم بلغت 13.4% خلال هذا العام و9.3% خلال عام 2019 و6.7% بحلول نهاية عام 2020.[76] في نفس اليوم توجهت الليرة التركية لأطول سلسلة خسائر شهرية منذ إنقاذ مالي لصندوق النقد الدولي في عام 2001 وضع اتحاد البنوك التركية إطارًا من المبادئ لإعادة هيكلة القروض التي تتجاوز 50 مليون ليرة: إذا كان المقرضون ويتفق ما لا يقل عن 75 في المائة من مجموع الديون المستحقة على أن لجنة من المقرضين ينبغي أن تأمر باتخاذ تدابير مثل التغييرات في هيكل المساهمين وإدارته ومبيعات الأصول والعائدات وحقن رأس المال وحل عمليات إعادة الهيكلة في غضون 150 يوماً.[77]
- 1 أغسطس - بسبب الليرة الضعيفة رفعت شركة بوتاش التركية لخطوط الأنابيب سعر الغاز الطبيعي المستخدم في محطات توليد الطاقة الكهربائية بنسبة 50٪. كما رفعت بوتاش أسعار الغاز الطبيعي للاستخدام السكني. في نفس اليوم رفعت سلطة تنظيم الطاقة أسعار الكهرباء للاستخدامات الصناعية والسكنية.[78] وفي نفس اليوم أيضا قالت غرفة صناعة إسطنبول في مسح شهري للمصنعين أن تضخم أسعار المنتجين في يوليو تسارع إلى أعلى وتيرة في أكثر من عقد بعد أن تسارعت بالفعل إلى 23.7 في المئة في يونيو بسبب تحفيز حكومة أردوغان للنمو الاقتصادي مع سلسلة من الإجراءات قبل الانتخابات في 24 يونيو.[79]
- 3 أغسطس - أفاد معهد الإحصاء التركي أن معدل التضخم السنوي في تركيا ارتفع إلى 15.9% من 15.4% في يونيو مسجلاً أعلى مستوى له منذ عام 2003. ارتفع تضخم أسعار المنتجين إلى 25% من 23.7% في يونيو.[80]
- 9 أغسطس - في وقت متأخر من اليوم دعا أردوغان في خطاب لأنصاره إلى عدم الالتفات إلى «مختلف الحملات الجارية ضد تركيا» مضيفًا: «إذا كان لديهم دولارات فلدينا شعبنا وبرنا وإلهنا». حيث أدت هذه التصريحات إلى خفض أمل الأسواق في أن الحكومة التركية كانت راغبة في تشديد السياسة النقدية أو البدء بالإصلاح الاقتصادي طوال الليل وحتى صباح اليوم التالي خسرت الليرة في انخفاض كبير ما يقرب من 10 بالمائة من قيمتها ولمس العلامة من 6 ليرات مقابل دولار أمريكي.
- 14 أغسطس - أعلن أردوغان سياسة مقاطعة المنتجات الإلكترونية الأمريكية.[81] في نفس اليوم وضعت الجهة التنظيمية المصرفية في تركيا قيودًا شاملة على استخدام أقساط بطاقات الائتمان.[82]
- 16 أغسطس - أفاد معهد الإحصاء التركي أن الإنتاج الصناعي في تركيا انخفض بنسبة 2% في يونيو عن مايو منخفضا للشهر الثاني على التوالي.[83]
- 27 أغسطس - أفاد معهد الإحصاء التركي عن تراجع مؤشر الثقة الاقتصادية في أغسطس من 91.9 إلى 88.0 مع انخفاض حاد آخر في ثقة قطاع البناء يقود الانخفاضات.[84]
- 28 أغسطس - خفضت وكالة موديز 20 مؤسسة مالية تركية أخرى.[85] وقد قدرت وكالة التصنيف أن بيئة التشغيل في تركيا قد «تدهورت إلى ما بعد توقعاتها السابقة» وتوقع أن يستمر هذا التدهور.[86]
- 29 أغسطس - تم تحويل ملكية شركة الإتصالات التركية غير المفلسة إلى «مشروع مشترك بين البنوك الدائنة».[87] تراجع مقياس ثقة تركيا التركي من 92.2 في يوليو إلى 83.9 في أغسطس وهو أدنى مستوى له منذ مارس 2009.[88] تشير الأبحاث الصادرة من شركة كابيتال إيكونوميكس الاستشارية إلى أن تركيا دخلت في حالة من الركود «الحاد» وتوقعت أن ينكمش الاقتصاد التركي بنسبة 4% في الربع الرابع من عام 2018 قبل أن يركب في عام 2019.[89]
- 30 أغسطس - استقالة إركان كيليمي نائب محافظ البنك المركزي التركي مما زاد من الضغوط على الليرة التي انخفضت بنسبة 5% تقريبًا مقابل الدولار طوال اليوم.[90][91][92]
- 3 سبتمبر - أعلن البنك المركزي التركي أن التضخم في أغسطس قد ارتفع إلى ما يقرب من 18 في المئة وهو أعلى مستوى في 15 عاما.[93]
- 10 سبتمبر - أظهرت البيانات الصادرة عن معهد الإحصاء التركي تباطؤًا في النمو الاقتصادي التركي في الربع الثاني من عام 2018. وشهدت البلاد زيادة بنسبة 5.2% في الناتج المحلي الإجمالي في ربع يونيو مقارنة بـ 7.3% في الربع الأول من العام.[94] توقع وزير المالية بيرات البيرق أن يصبح التباطؤ الاقتصادي أكثر وضوحًا في الربع الثالث من عام 2018.[95]
- 12 سبتمبر - أقال أردوغان جميع موظفي الإدارة في صندوق الثروة السيادية التركي وعين نفسه رئيسًا للصندوق.[96][97] كما عيّن ظافر سونميز الذي كان سابقاً في سيارة الاستثمار الحكومية في ماليزيا كمدير عام.[97] تم تعيين صهر أردوغان بيرات البيرق كنائب له في مجلس صندوق الثروة السيادية.[98]
- 13 سبتمبر - أصدر أردوغان مرسومًا تنفيذيًا يقضي بإبرام جميع العقود بين كيانين تركيين بالليرة. بدأ سريان الإجراء على الفور ويتطلب إعادة إدراج العقود الحالية بالليرة في غضون 30 يومًا.[99] خلال خطاب في أنقرة انتقد أردوغان البنك المركزي التركي بشدة وحث البنك على خفض أسعار الفائدة.[100][101] وبدلاً من ذلك رفع البنك المركزي بشكل حاد سعر الفائدة على الإقراض من 17.75% إلى 24% متجاوزًا توقعات رويترز بزيادة 22٪.[102]

## العواقب الدولية
جلبت الأزمة مخاطر كبيرة من العدوى المالية. وبحسب بنك التسويات الدولية فإن البنوك الدولية لديها قروض غير المسددة تبلغ 224 مليار دولار للمقترضين الأتراك بما في ذلك 83 مليار دولار من البنوك في إسبانيا و35 مليار دولار من البنوك في فرنسا و18 مليار دولار من البنوك في إيطاليا و17 مليار دولار من البنوك في الولايات المتحدة والمملكة المتحدة و13 مليار دولار من البنوك في ألمانيا. في 31 مايو 2018 أفاد معهد الأبحاث المالية أن الأزمة التركية قد انتشرت بالفعل في لبنان وكولومبيا وجنوب إفريقيا.
أغلقت وكالة فيتش للتصنيف الائتماني مكتبها في إسطنبول في 19 يناير 2018 وسط سيل من التعليقات السلبية التي أدلى بها أردوغان حول الشركات الدولية التي تقيم الجدارة الائتمانية لتركيا قائلاً أنه أصبح من المستحيل كتابة تقارير المحللين حول أي من تصنيفات التصنيف الائتماني الوظيفة التي تتطلب حرية الصحافة وحرية التعبير. في 7 مارس قامت وكالة أخرى من وكالة موديز لخدمات المستثمرين بخفض الديون السيادية التركية محذرة من تآكل الضوابط والتوازنات تحت حكم أردوغان وقالت أن العملية العسكرية التركية في عفرين أدت إلى توتر العلاقات مع واشنطن وجعلت البلاد أعمق في الحرب الأهلية السورية أضافت طبقة إضافية من المخاطر الجيوسياسية. خفضت وكالة ستاندرد آند بورز تصنيف ديون تركيا إلى منطقة خردة في 1 مايو مشيرة إلى تزايد القلق بشأن توقعات التضخم وسط عمليات بيع بالليرة التركية.

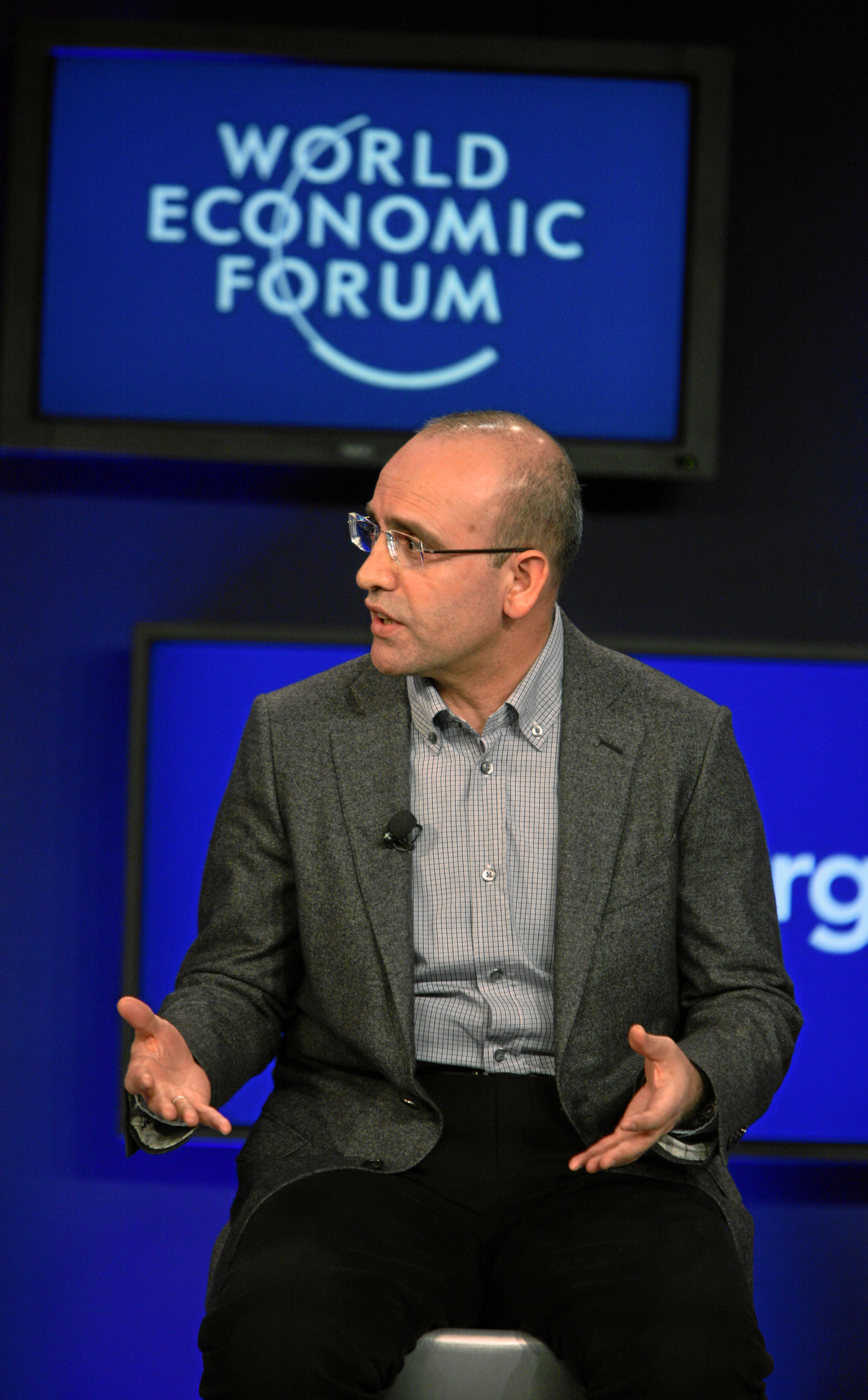
يشار بالفضل لمحمد شيمشك في تجربته التي فشلت في إعادة سياسة أسعار الفائدة التركية للمتعارف عليها.

### الجدول الزمني للأحداث (2018)
- 22 مايو - تم تداول السندات الحكومية بالدولار التركي بأسعار أقل من أسعار السندات السنغالية.[110]
- 22 مايو - بدأت حكومة جمهورية قبرص الشمالية التركية مناقشة التخلي عن الليرة التركية مقابل عملة أخرى.[111]
- 23 مايو - حظر البنك المركزي للجمهورية التركية لشمال قبرص على موظفي القطاعين العام والخاص الذين لا يتلقون رواتبهم بالعملات الأجنبية من الحصول على قروض بالعملات الأجنبية في محاولة للحد من الأضرار التي لحقت بالليرة الهابطة.[112]
- 28 مايو - أنهت الأردن اتفاقها للتجارة الحرة مع تركيا والذي شهد مؤخراً زيادة الصادرات التركية إلى الأردن خمسة أضعاف.[113]
- 30 مايو - خفضت وكالة التصنيف الائتماني موديز لخدمات المستثمرين تقديراتها لنمو الاقتصاد التركي في عام 2018 من 4 في المائة إلى 2.5 في المائة وفي عام 2019 من 3.5 في المائة إلى 2 في المائة.[114]
- 6 يونيو - ذكرت بلومبرغ أن أستالدي وهي شركة إنشاءات إيطالية متعددة الجنسيات على وشك بيع حصتها في مشروع جسر السلطان سليم الأول الرئيسي مقابل 467 مليون دولار.[115] فشل المشروع في الوفاء بالتوقعات مما تطلب من أنقرة زيادة عائدات المشغلين من الخزينة[8] ومنذ أوائل عام 2018 سعى الشركاء في المشروع المشترك إلى إعادة هيكلة ديون بقيمة 2.3 مليار دولار من الدائنين.
- 7 يونيو - خفضت وكالة التصنيف الائتماني موديز لخدمات المستثمرين التصنيف الائتماني لـ 17 مصرفًا في تركيا ووضعت في المراجعة لمزيد من خفض التصنيف الائتماني معتبرةً «أن بيئة التشغيل في تركيا قد تدهورت مع ما يترتب على ذلك من آثار سلبية على التمويل الشخصي للمؤسسات».[116] وفي 7 يونيو أيضاً وضعت موديز إحدى عشر شركة من الشركات الرائدة في تركيا قيد المراجعة لأن جودتها الائتمانية كانت مترابطة بدرجات متفاوتة مع الحكومة في أنقرة. تضمنت هذه الشركات كوتش القابضة أكبر تجمع صناعي في تركيا ودوغوش القابضة الذي تقدم بطلب للبنوك لإعادة هيكلة بعض ديونه والخطوط الجوية التركية.[117]
- 18 يونيو - خفضت وكالة التصنيف الائتماني فيتش تقديراتها لنمو الاقتصاد التركي في 2018 من 4.7 في المائة إلى 3.6 في المائة مستشهدة بأسباب منها التخفيض المتوقع في التحفيز الحكومي.[118]
- 26 يونيو - صرح مجلس الشؤون العامة بالاتحاد الأوروبي بأن «المجلس يشير إلى أن تركيا بدأت تتحرك بعيدا عن الاتحاد الأوروبي. وبالتالي فإن مفاوضات انضمام تركيا للاتحاد الأوروبي قد توقفت فعليًا ولا يمكن النظر في أي فصول أخرى من أجل فتحها أو إغلاقها». مزيد من العمل نحو تحديث الاتحاد الجمركي بين الاتحاد الأوروبي وتركيا متوقع.[119][120]
- 13 يوليو - خفضت وكالة التصنيف الائتماني فيتش تصنيف ديون تركيا بنظرة سلبية معتبرة أن "مصداقية السياسة الاقتصادية قد تدهورت في الأشهر الأخيرة وأدت الإجراءات السياسية الأولية عقب الانتخابات في يونيو إلى زيادة عدم اليقين (...) تضررت مصداقية السياسة النقدية بسبب تعليقات الرئيس أردوغان تشير إلى دور أكبر للرئاسة في وضع السياسة النقدية بعد الانتخابات (...) ظلت السياسة النقدية باستمرار غير قادرة على تحقيق التضخم بالقرب من هدفه المستهدف بنسبة 5% وأصبحت توقعات التضخم غير موثقة. مع استبعاد المصداقية الإصلاحية من الحكومة الجديدة التي عينت في 9 يوليو في حين تم تعيين صهر الرئيس كوزير للخزانة والمالية.[121]
- 26 يوليو - قامت وكالة التصنيف الأوروبية سكوب بوضع تصنيفات سيادية BB+ للمراجعة من أجل تخفيض تصنيفها مستشهدة ب«تدهور في إطار السياسة الاقتصادية والحوكمة في تركيا قبل وبعد انتخابات يونيو والتي تؤثر على فعالية والمصداقية المالية والنقدية. وإدارة السياسة الاقتصادية الهيكلية إلى جانب زيادة المخاطر السلبية على استقرار الاقتصاد الكلي في تركيا النابع من نقاط الضعف الخارجية».[122]
- 27 يوليو - في مؤتمر قمتهم في جوهانسبرج بين 25 يوليو و27 يوليو رفضت دول بريكس رغبة أردوغان في انضمام تركيا إلى الكتلة.[123]
- 10 أغسطس - أعرب البنك المركزي الأوروبي عن مخاوف متزايدة بشأن تعرض بعض أكبر المقرضين لمنطقة اليورو في منطقة اليورو - بشكل رئيسي بي بي في أيه ويونكريديتو وبي إن بي باريبا - في ضوء الانخفاض الدراماتيكي للليرة.[124] في نفس اليوم بدأت حكومة الولايات المتحدة بفرض عقوبات اقتصادية على تركيا تهدف إلى إطلاق سراح المواطن الأمريكي أندرو برونسون و15 آخرين محتجزين كرهائن سياسيين (بتهم وصفهم من قبل المسؤولون الأمريكيون بأنه مخجل) من قبل الحكومة التركية.[125]
- 16 أغسطس - خفضت وكالة التصنيف الأوروبية للتصنيفات التصنيفية تصنيفات تركيا السيادية إلى BB- من BB + ونقحت التوقعات إلى السلبية مستشهدة بالخفض: 1) «تدهور في القدرة على التنبؤ بالسياسة الاقتصادية التركية ومصداقيتها في ضوء الاقتصاد النقدي والمالي والهيكلي. سياسات لا تتفق مع إعادة توازن الاقتصاد إلى مسار أكثر استدامة»؛ (2) «اختلال التوازن الكلي في الاقتصاد الكلي»؛ و3) «تأثير ميزان المدفوعات ضعيف على مستويات متواضعة من الاحتياطيات الدولية».[126]
- 17 أغسطس - خفضت وكالتي التصنيف الائتماني موديز وستاندرد آند بورز تصنيف ديون تركيا إلى مزيد من الخردة وصولاً إلى B+ (ستاندرد آند بورز) وBa3 (موديز).[127] توقعت ستاندرد آند بورز حدوث ركود لعام 2019 وبلغ التضخم ذروته عند 22% في 2018 قبل أن ينخفض إلى أقل من 20% بحلول منتصف عام 2019. وقالت وكالة موديز أن فرص التوصل إلى حل سريع وإيجابي للاضطرابات في تركيا أصبحت أقل احتمالا بفضل «زيادة إضعاف المؤسسات العامة في تركيا وما يتصل بذلك من انخفاض في القدرة على التنبؤ بصنع السياسة التركية».

## نظرية المؤامرة
في حملة الانتخابات العامة التركية عام 2018 ادعت نظرية مؤامرة واسعة النطاق مليئة بمعاداة السامية أن تراجع الليرة التركية كان عملاً لمجموعة غامضة تتألف من أمريكيون وبريطانيون وهولنديون و«بعض العائلات اليهودية» يريدون حرمان الرئيس الحالي أردوغان من التأييد في الانتخابات. ووفقًا لاستطلاع للرأي أجري في أبريل 2018 رأى 42% من الأتراك و59% من ناخبي حزب العدالة والتنمية الحاكم في أردوغان تراجع الليرة كمؤامرة من قبل قوى أجنبية.
لقد روج أعضاء الحكومة لهذا الموقف من خلال مجموعة من نظريات المؤامرة التي لا تهدأ وتحمل اللوم على قوى خارجية لمصائب تركيا الاقتصادية. أثناء عملية البيع المكثف للليرة في 23 مايو صرح وزير الطاقة التركي بيرات البيرق لوسائل الإعلام بأن الانخفاض الحاد الأخير في قيمة الليرة كان نتيجة مكائد أعداء تركيا. وفي 30 مايو ادعى وزير الخارجية مولود جاويش أوغلو أن انخفاض قيمة الليرة كان سيحدث بسبب حملة منظمة تم تدبيرها في الخارج مضيفًا أن المؤامرة ستشمل «لوبي سعر الفائدة» و«بعض الدول الإسلامية» رفض تسميتها. في مسيرة انتخابية في إسطنبول في 11 يونيو ادعى أردوغان أن الرقم المحلي لنمو الناتج المحلي الإجمالي الذي تم نشره مؤخراً والبالغ 7.4% خلال الفترة من يناير إلى مارس سيظهر النصر ضد ما أسماه «المتآمرون» الذين ألقت باللائمة عليهم في السقوط الكبير لليرة التركية في مايو.
في أغسطس بدأ أردوغان في استخدام صيغة «العالم الذي يخوض حربًا اقتصادية ضد تركيا».
ردا على ذلك أعلنت تركيا التعريفات الجمركية على المنتجات الأمريكية وعلى الأخص آي فون. تغطي التعريفات الجمركية من قبل تركيا منتجات مثل السيارات الأمريكية والفحم. في مؤتمر صحفي في البيت الأبيض وصف ساندرز ذلك ب«المؤسف». زعم ساندرز أن المتاعب الاقتصادية التركية كانت جزءًا من اتجاه طويل المدى لم يكن له علاقة بأية أعمال قامت بها أمريكا.
في 22 أغسطس 2018 قال جون بولتون متحدثًا إلى رويترز: "ارتكبت الحكومة التركية خطأً كبيراً في عدم الإفصاح عن القس برونسون... في اليوم الذي يستمر فيه هذا الخطأ قد تنتهي هذه الأزمة على الفور". إذا فعلوا الشيء الصحيح كحليف للناتو جزء من الغرب وإطلاق سراح القس برونسون دون شرط". ومضى يقول أن عضوية تركيا في حلف الناتو لم تكن قضية سياسية خارجية كبيرة بالنسبة للولايات المتحدة ولكن التركيز الأمريكي كان على الأفراد الذين تعتقد الولايات المتحدة أن تركيا تحتجزهم لأسباب غير مشروعة. كما أعرب بولتون عن شكوكه فيما يتعلق بمحاولات قطر ضخ الأموال في الاقتصاد التركي. ووصف المتحدث باسم أردوغان إبراهيم كالين في بيان مكتوب هذه التصريحات بأنها اعتراف بأن التعريفة الأمريكية في سان ساندرا في الواقع فيما يتعلق بقضية برونسون ودليل على أن الولايات المتحدة قصدتها حرب اقتصادية ضد تركيا.
ووفقًا لاستطلاع للرأي أجري في أبريل 2018 رأى 42% من الأتراك و59% من ناخبي حزب العدالة والتنمية في أردوغان أن تراجع قيمة الليرة هي مؤامرة من قبل قوى أجنبية. في استطلاع آخر في يوليو قال 36% من المشاركين في الاستطلاع أن حكومة حزب العدالة والتنمية هي المسؤولة عن انخفاض قيمة الليرة التركية بينما قال 42% أنها كانت حكومات أجنبية. وقد تم تفسير ذلك من خلال سيطرة الحكومة بعيدة المدى على وسائل الإعلام من خلال حقيقة أن هؤلاء المستطلعين كانوا يقرؤون في الغالب قراءة وجهات نظر بديلة في الإنترنت أكثر عرضة لرؤية حكومتهم مسؤولة بنسبة 47% عن الحكومات الأجنبية بنسبة 34٪.

## السياسة والفساد

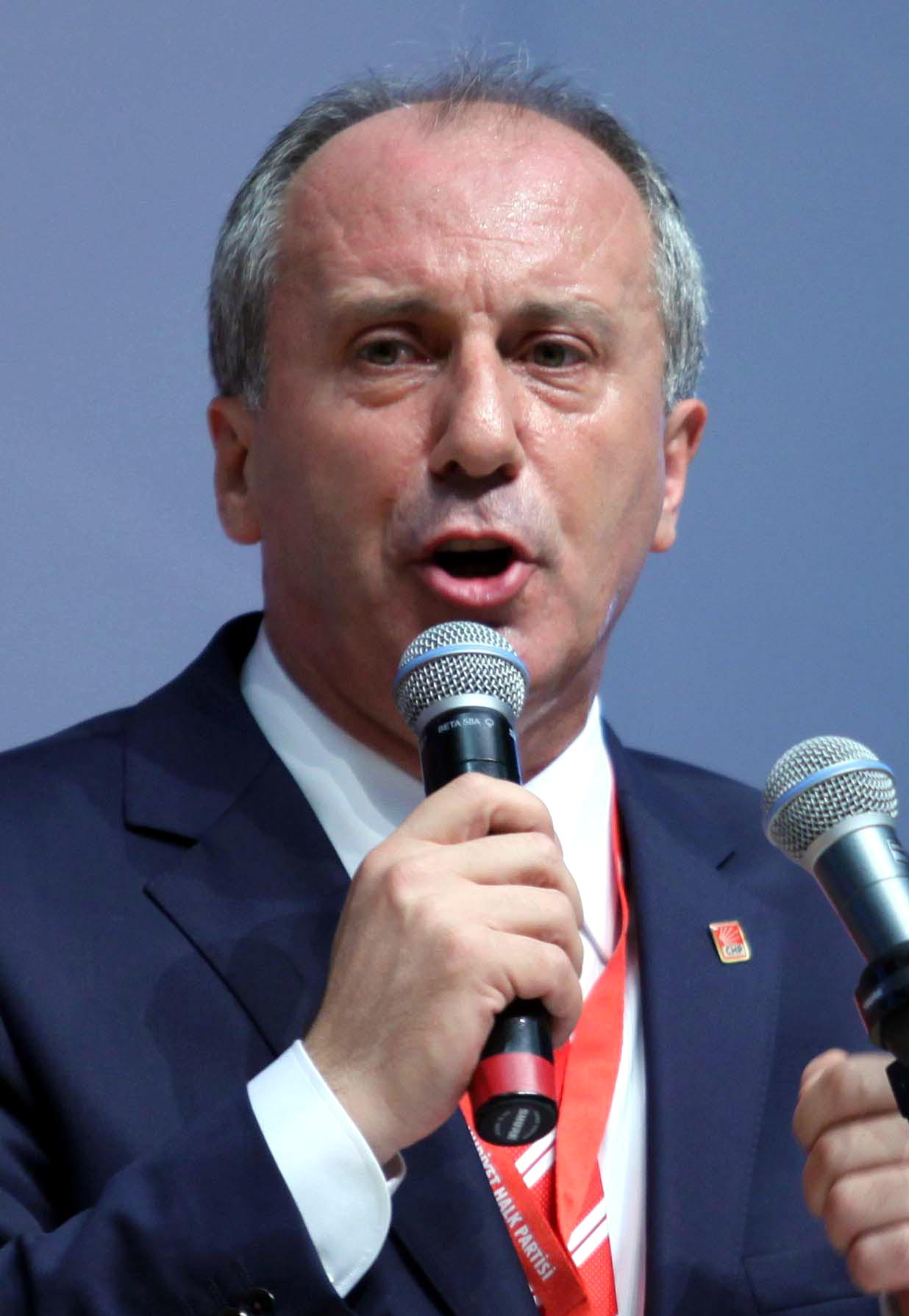
تعهد محرم اينجه (في الصورة) وميرال أكشينار باستعادة النزاهة للمؤسسات الاقتصادية في تركيا.

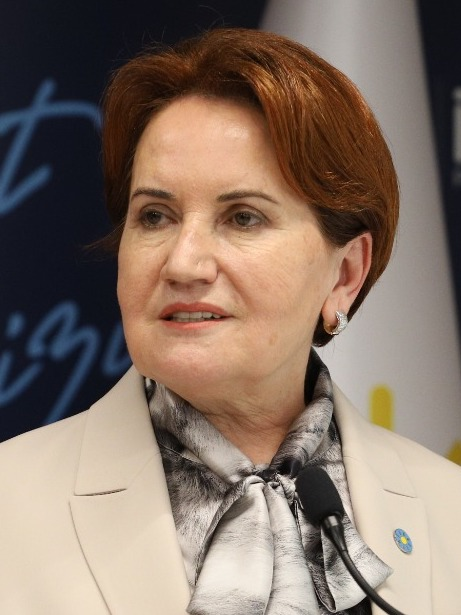
ميرال أكشينار زعيمة حزب الخير والمرشحة الرئاسية معلنة سياساتها الاقتصادية في 7 مايو.

### الأزمة كموضوع في انتخابات يونيو 2018
في 16 مايو أي بعد يوم من عدم استقرار الأسواق اقترح رئيس حزب العدالة والتنمية رجب طيب أردوغان خلال زيارته إلى لندن أنه سيحد من استقلال البنك المركزي التركي بعد الانتخابات سيخوض حزب الشعب الجمهوري الانتخابات الرئاسية. وتعهد المرشحان الرئاسيان محرم اينجه وميرال أكشينار من حزب الخير بضمان استقلال البنك المركزي في حال انتخابهما.
في مقابلة أجريت معه في 26 مايو في حملته الانتخابية قال المرشح الرئاسي في حزب الشعب الجمهوري محرم اينجه عن السياسة الاقتصادية: «البنك المركزي يمكنه فقط إيقاف انحدار الليرة بشكل مؤقت من خلال رفع أسعار الفائدة لأنه ليس هو الحال أن الإهلاك ينبع بشكل أساسي من أسعار الفائدة أيضا إذا كان البنك المركزي سوف يتدخل لكن الأمور التي يجب فعلها فعلاً هي في المجالات السياسية والقانونية التي تحتاجها تركيا للخروج فوراً من الوضع السياسي الذي يولد عدم اليقين الاقتصادي ويجب أن يكون اقتصادها يتعامل مع المؤسسات المستقلة وفريقي الاقتصادي جاهز ونحن نعمل معًا لفترة طويلة».
في استطلاع وطني أجري بين 13 و20 مايو رأى 45% أن الاقتصاد (بما في ذلك الليرة والبطالة بشكل ثابت) هو التحدي الأكبر الذي يواجه تركيا مع وجود السياسة الخارجية عند 18% ونظام العدالة بنسبة 7% والإرهاب والأمن بنسبة 5 في المئة.
المرشحة الرئاسية لحزب الخير ميرال أكشينار المدعومة من قبل فريق اقتصادي قوي بقيادة حاكم البنك المركزي السابق دورموش يلماز كانت قد قدمت يوم 7 مايو البرنامج الاقتصادي لحزبها قائلة: "سوف نشتري الديون من القروض الاستهلاكية وبطاقات الائتمان وحسابات السحب على المكشوف من 4.5 مليون مواطن لديهم ديون تحت إشراف قانوني من البنوك أو شركات التمويل الاستهلاكي والتي تم بيع ديونها لشركات اعتبارا من 30 أبريل 2018. من واجبنا مساعدة مواطنينا مع هذا الشرط كما ساعدت الدولة الشركات الكبيرة في المواقف الصعبة.
في 13 يونيو كرر زعيم حزب الشعب الجمهوري كمال قلجدار أوغلي وجهة نظر المعارضة بأن حالة الطوارئ القائمة منذ يوليو 2016 كانت عائقاً أمام عملات تركيا واستثمارها واقتصادها وتعهدت برفعها في غضون 48 ساعة في حال فوز المعارضة في الانتخابات. وكانت زعيمة حزب الخير والمرشحة الرئاسية أكشينار قد تعهدت بنفس الشيء في 18 مايو في حين قال المرشح الرئاسي لحزب الشعب الجمهوري اينجه في 30 مايو أنه يجب رفع قانون الطوارئ إذا كانت تركيا ستجذب المستثمرين الأجانب: "الدول الأجنبية لا تثق بتركيا وبالتالي فإنهم لا يستثمرون في بلدنا فعندما تصبح تركيا دولة القانون فإن المستثمرين الأجانب سوف يستثمرون وبالتالي فإن الليرة ستكتسب قيمة. في أوائل يونيو كان الرئيس رجب طيب أردوغان قد اقترح في مقابلة أن قضية رفع قانون الطوارئ ستتم مناقشتها أثناء الانتخابات ولكن سأل: "ما هو الخطأ في قانون الطوارئ؟".

### ادعاءات تداول الفوركس من الداخل
في 25 مايو دعا نائب رئيس حزب الشعب الجمهوري أيكوت إردوغو مجلس التحقيق في الجرائم المالية في تركيا للتحقيق في معاملات سعر الصرف التي تمت وسط التراجع السريع والانتعاش الجزئي لقيمة الليرة في 23 مايو زاعماً أن التداول من الداخل من قبل المشاركين في السوق الذين عرفوا رفع سعر الفائدة بمقدار 300 نقطة من قبل البنك المركزي التركي مقدما.
قبل أسبوعين انتقد المرشح الرئاسي لحزب الشعوب الديمقراطي صلاح الدين دميرطاش في رسالة من السجن - حيث احتجز دون إدانة منذ عام 2016 متهمًا بالتحريض على العنف بالكلمات - انتقد الحكومة الحاكمة في رجب طيب أردوغان على أنه فاسد قائلاً أن «أكبر مشكلة يواجهها الشباب في تركيا هي الفساد المصاحب لحوكمة حزب العدالة والتنمية».